# 西遊少女隊
『西遊少女隊』（さいゆうしょうじょたい）は、山本貴嗣による日本の漫画作品。『月刊コミックコンプ』（角川書店）にて1989年7月号の読み切りののち、1990年1月号から11月号まで連載された。全12話。単行本は角川書店のコンプコミックスから全1巻。1995年にアスキーコミックスから完全版が刊行された。

## 概要
西遊記をベースにしたオリジナル作品。連載6話目でトラブルが起きて手抜き状態で雑誌掲載、連載7話目には雑誌の乱丁に巻き込まれてアクションシーンが台無しになるなど不運続きで、その後も非常に投げやりな作品になってしまった。コンプコミックスの1巻に次巻予告が載っていたものの、結局2巻は出ずに長い間連載6話以降はお蔵入りすることになった。
1995年、同作の設定を水戸黄門に変えた『漫遊少女隊』を『月刊アスキーコミック』（アスキー）で連載するのに先立って、単行本未収録分もまとめた完全版がアスキーコミックスから刊行されるものの、複雑な理由で誤植や表記抜けが多く、コンプコミックス版ではちゃんとしていたはずの部分まで改悪されるという事態になり、作者が緊急に雑誌にコメントを寄せる事態になった。その上、『漫遊少女隊』の連載も『月刊アスキーコミック』の休刊に巻き込まれ3話で終了するという憂き目に遭っている。なお、『漫遊少女隊』は2000年に同人誌で一冊にまとめられた。

## あらすじ
大唐国。仏教学部を設立することになった大唐文化大学は、最新刊の経文を取りに行く遣いを三蔵法師に依頼。3人の劣等生（孫悟空、沙悟浄、猪八戒）を従者にし、遥かなる旅に出るが、道中、三蔵法師の命を狙うもののけ（妖怪や仙人）が次々と現れる。

## 主な登場人物
三蔵法師
岩のような逞しい体格をした坊主。天竺北壁の征服を長年の夢としている生粋のアルピニスト。ギャグキャラなので無敵に近い。
孫悟空
大唐文化大学附属中学校3年。ボーイッシュな少女。連載7話目に何の前置きも無く髪形が変わる。
猪八戒
大唐文化大学附属女子短大2年。セクシーな感じの女性。面食い。
沙悟浄
大唐文化大学附属高校2年。褐色の肌をした水着姿の女性。水泳狂。水着のワンポイントマークは易で水を意味している。